# Castilleja linariifolia
Castilleja linariifolia — многолетнее растение, произрастающее в Соединенных Штатах и являющееся цветком штата Вайоминг. Буквальный перевод названия вида с латыни на русский означает Кастиллея льнянколистная, но официальное название не зарегистрировано в источниках[изменить, если найдете русское название].
В английском языке имеет ряд общеупотребительных названий: Wyoming Indian paintbrush (индийская кисть Вайоминга), desert paintbrush (кисть пустыни), Wyoming paintbrush (кисть Вайоминга) и др.

## Описание

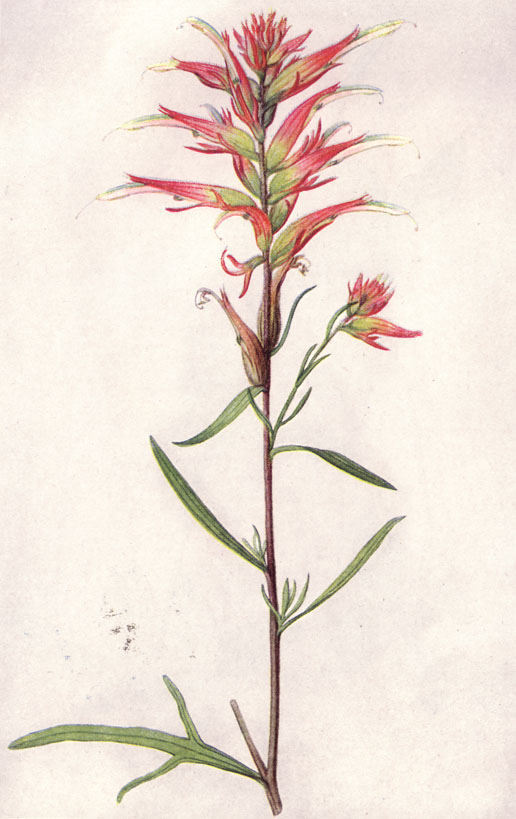
Иллюстрация из National Geographic 1917 года

Это многолетнее травянистое растение. Вырастает до одного метра в высоту и имеет редкие линейные листья от 20 до 80 мм в длину и имеют до 3 лопастей. Цветки, состоящие из чашечки от розовато-красного до жёлтого цвета и желто-зеленой цветочной трубки, появляются в виде метелок или соцветий в период с июня по сентябрь (в естественном ареале).

## Распространение и среда обитания
Вид встречается на каменистых склонах и засушливых равнинах и ассоциируется с зарослями полыни, а также с сосновыми или можжевеловыми лесами. Он произрастает в Аризоне, Калифорнии, Колорадо, Айдахо, Монтане, Нью-Мексико, Неваде, Орегоне, Юте и Вайоминге.

## Государственный цветок

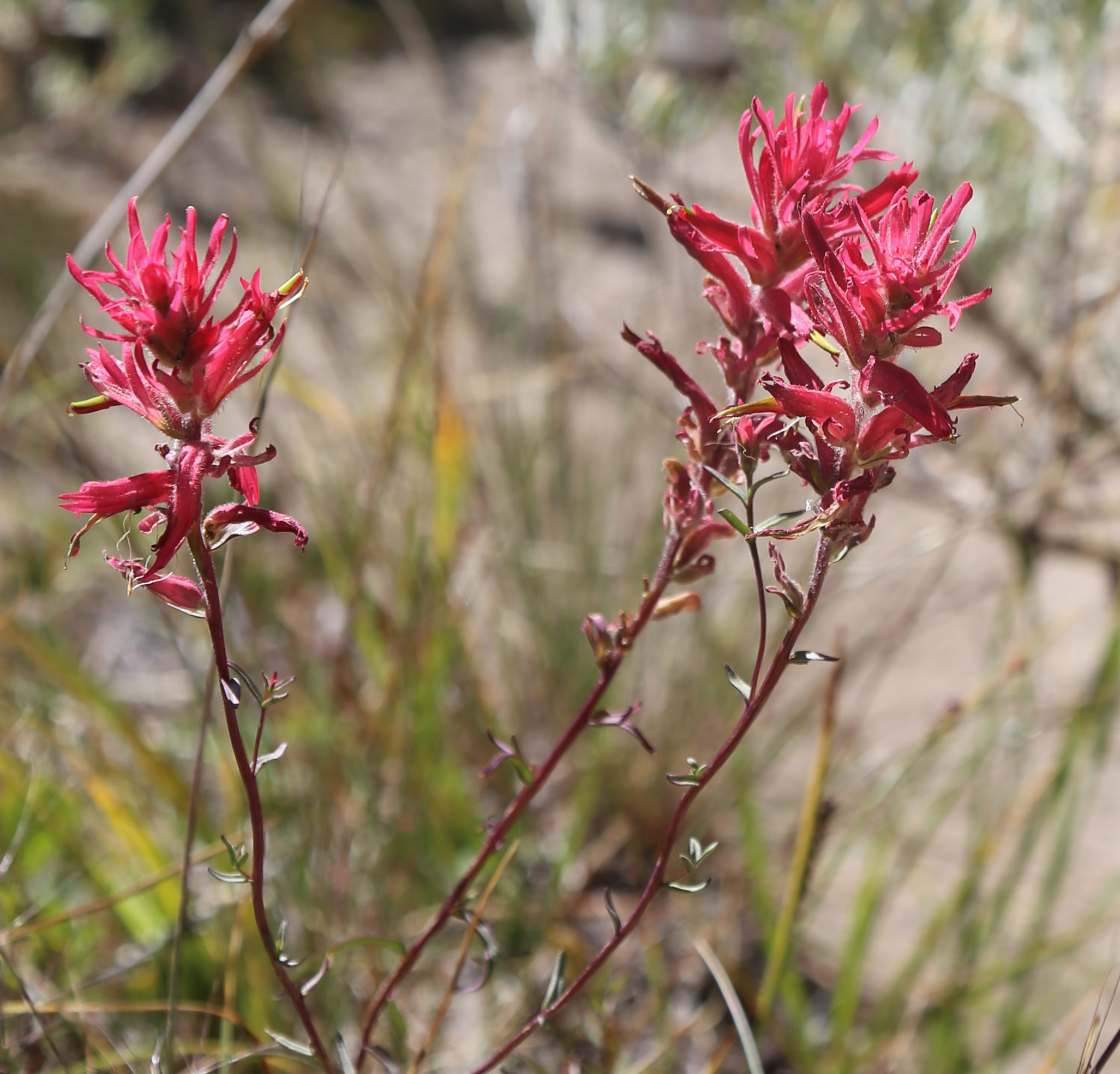
Розоватые цветки

Когда рассматривались варианты для государственного цветка Вайоминга, доктор Грейс Рэймонд Хебард из Университета Вайоминга продвигала этот вид среди конкурирующих кандидатов, включая водосбор и горечавник.
Штат Вайоминг официально принял индийскую кисть («Castilleja linariaefolia») в качестве цветка штата Вайоминг 31 января 1917 года